# 72e cérémonie des New York Film Critics Circle Awards
La 72e cérémonie des New York Film Critics Circle Awards, décernés par le New York Film Critics Circle, a eu lieu le 11 décembre 2006, et a récompensé les films réalisés dans l'année.

## Palmarès

### Meilleur film
- Vol 93 (United 93)
  - The Queen
  - Les Infiltrés (The Departed)

### Meilleur réalisateur
- Martin Scorsese pour Les Infiltrés (The Departed)
  - Clint Eastwood pour Lettres d'Iwo Jima (Letters from Iwo Jima)
  - Stephen Frears pour The Queen

### Meilleur acteur
- Forest Whitaker pour le rôle de Idi Amin Dada dans Le Dernier Roi d'Écosse (The Last King of Scotland)
  - Sacha Baron Cohen pour le rôle de Borat dans Borat, leçons culturelles sur l'amérique au profit glorieuse nation kazakhstan (Borat)
  - Ryan Gosling pour le rôle de Dan Dunne dans Half Nelson

### Meilleure actrice
- Helen Mirren pour le rôle de Élisabeth II dans The Queen
  - Judi Dench pour le rôle de Barbara Covett dans Chronique d'un scandale (Notes on a Scandal)
  - Meryl Streep pour le rôle de Miranda Priestly dans Le diable s'habille en Prada (The Devil Wears Prada)

### Meilleur acteur dans un second rôle
- Jackie Earle Haley pour le rôle de Ronald "Ronnie" James McGorvey dans Little Children
  - Steve Carell pour le rôle de Frank Ginsberg dans Little Miss Sunshine
  - Eddie Murphy pour le rôle de Jimmy "Thunder" Early dans Dreamgirls

### Meilleure actrice dans un second rôle
- Jennifer Hudson pour le rôle de Effie White dans Dreamgirls
  - Shareeka Epps (en) pour le rôle de Drey dans Half Nelson
  - Catherine O'Hara pour le rôle de Marilyn Hack dans For Your Consideration

### Meilleur scénario
- The Queen – Peter Morgan
  - Les Infiltrés (The Departed) – William Monahan
  - Little Miss Sunshine – Michael Arndt

### Meilleure photographie
- Le Labyrinthe de Pan (El Laberinto del Fauno) – Guillermo Navarro
  - La Cité interdite (满城尽带黄金甲) – Xiaoding Zhao
  - Les Fils de l'homme (Children of Men) – Emmanuel Lubezki

### Meilleur film en langue étrangère
- L'Armée des ombres •  France /  Italie 
  - La Mort de Dante Lazarescu (Moartea domnului Lazarescu) •  Roumanie
  - Volver •  Espagne

### Meilleur film d'animation
- Happy Feet
  - A Scanner Darkly
  - Cars:Quatre roues (Cars)

### Meilleur premier film
- Ryan Fleck pour Half Nelson
  - Jonathan Dayton et Valerie Faris pour Little Miss Sunshine
  - Dito Montiel pour Il était une fois dans le Queens (A Guide to Recognizing Your Saints)

### Meilleur documentaire
- Délivrez-nous du mal (Deliver Us from Evil)
  - 49 Up
  - Borat, leçons culturelles sur l'amérique au profit glorieuse nation kazakhstan (Borat)
  - Une vérité qui dérange (An Inconvenient Truth)